# Lighting Up the Sky
Lighting Up the Sky — восьмой и последний студийный альбом американской рок-группы Godsmack. Он был выпущен 24 февраля 2023 года, через пять лет, после альбома When Legends Rise (2018), что стало самым длинным интервалом между двумя студийными альбомами Godsmack.

## Об альбоме
"Я думаю, что это самая важная пластинка, которую мы когда-либо сочиняли и записывали. Я никогда не был тем исполнителем, который говорит: «О, эта пластинка — наша самая новая запись. Это наша лучшая работа». Вы можете прочитать любое интервью за всю мою карьеру, и вы никогда не слышали, чтобы я говорил это. Я всегда любил наши записи [и] всегда знал, что на них будет несколько хороших синглов, и надеялся, что они преуспеют, но Я никогда не был парнем, который говорил: «Это наша лучшая гребаная работа"
Во время тура, посвященного продвижению альбома When Legends Rise, новости о продолжении альбома начали распространяться уже в августе 2019 года, когда фронтмен Салли Эрна рассказал в интервью канадскому iHeartRadio, что группа готовится начать процесс написания песен для альбома. Несколько месяцев спустя, в видеообращении от 23 марта 2020 года, распространенном через Twitter-аккаунт SiriusXM, барабанщик Шеннон Ларкин и лидер-гитарист Тони Ромбола подтвердили, что группа пишет музыку для альбома. Вскоре после этого, во время выступления на Sirius XM Radio в программе Trunk Nation, Салли Эрна признался, что, хотя его группа и собрала некоторые идеи, ему не хватает вдохновения, чтобы написать что-либо. Тем не менее, он заверил поклонников, что новый альбом будет закончен раньше, чем позже:
Мы сосредоточимся в этом году, и я закончу его. Я делаю это каждый раз, когда мне приходится записывать альбом, клянусь вам. Я говорю: "Я не знаю, о чем говорить. У меня нет содержания. Я не знаю, как будет звучать моя лирика". У меня ничего нет. Мне скучно. Я не подавлен. Я не злюсь. Раньше, когда я злился, мне было о чем писать. Теперь я больше не злюсь. Иногда я не знаю, как писать песни, когда я не расстроен или не эмоционален из-за чего-то. Так что это придет. И когда это произойдет, я уверен, что это будет хорошо"
4 мая 2021 года, выступая на «Riff On It» на шоу The VR Sessions, Салли Эрна рассказал, что группа написала 11 песен для альбома всего за три недели, и что группа находится в процессе написания текстов и наложения всех мелодий. 23 апреля 2022 года в интервью WJRR Салли Эрна сказал, что группа записала новый альбом с новым синглом, который должен появиться в эфире в середине-конце лета, и что этот альбом может стать последним для группы.
Во время интервью с Пабло с радиостанции 93X в Миннеаполисе, штат Миннесота, Салли Эрна подтвердил, что Lighting Up the Sky действительно станет последней работой Godsmack, но затем уточнил, что группа не собирается прекращать выступления или гастроли после этого альбома. В видеоролике, опубликованном в Instagram на собственном аккаунте Салли 10 октября 2022 года, он также заверил фанатов, что участники группы «ладят друг с другом лучше, чем когда-либо» и что они «планируют продолжать гастролировать» ещё долго после выхода альбома, причем в будущем планируются гастроли в стиле величайших хитов. Эрна позже уточнил, что это будет последний альбом группы, «если только мы в один прекрасный день не решим: „А давайте ещё разок“».

## Композиция и тематика
Салли Эрна описал звучание Lighting Up the Sky как «напористый, энергичный, хард-роковый альбом, наполненный мелодиями, наполненный хорошими зацепками, большими грувами, отличными гитарными соло». Он сказал, что это «настоящая хард-роковая пластинка», достойная того, чтобы стать последним студийным альбомом группы. Lighting Up the Sky спродюсирован фронтменом Салли Эрна и продюсером Эндрю Мердоком, который наиболее известен как продюсер первых двух мультиплатиновых студийных альбомов группы Godsmack и Awake, а также по работе с Avenged Sevenfold и Элисом Купером, среди прочих.
Как и его предшественники, альбом Lighting Up the Sky основан на личном жизненном опыте Салли Эрна, как он заявил в интервью Audacy:
Это пластинка, которая, даже если вы не знаете истории, стоящей за ней, действительно основана на моей жизни, всей моей карьере, путешествии, которое я прошел с самого начала, через все взлеты и падения... до того, как я снова оценил свою группу, преодолел все эти препятствия, испытывая огромное уважение и любовь к этим ребятам, и до последней песни, которая называется "Lighting Up [the] Sky" и является заглавным треком"
Рассказывая дальше, он сообщил, что заглавный трек — это о том, как он оглядывается на свой путь, размышляет о нём, и что если бы он мог вернуться в прошлое, что бы он сделал по-другому и какой совет дал бы своему молодому «я». Однако он признался, что ничего из этого не было запланировано, а скорее «произошла действительно мистическая вещь», когда он почувствовал, что «Вселенная написала эту запись».

## Продвижение
Для продвижения альбома Godsmack выпустили свой первый за четыре года сингл под названием Surrender" 28 сентября 2022 года. На следующий день после этого группа провела закрытую вечеринку в Circa Resort & Casino в Лас-Вегасе, штат Невада. Во время вечеринки, на которой присутствовало около шестидесяти сотрудников радиостанций и СМИ, группа исполнила пять песен с альбома, а фронтмен Салли Эрна рассказал о процессе написания и записи каждой из них.
11 ноября 2022 года группа выпустила песню «You and I» в качестве второго сингла с альбома.

## Коммерческий прорыв
Альбом Lighting Up the Sky дебютировал на девятнадцатом месте в US Billboard 200 и на первом месте в чарте US Top Hard Rock Albums с 21 000 эквивалентных альбому единиц, из которых 18 000 были чистыми продажами альбома, а 3 000 — потоковыми. Альбом также дебютировал в Топ-10 в Австрии и Германии. Surrender, ведущий сингл альбома, достиг пика № 1 в чарте Billboard Mainstream Rock Airplay в ноябре 2022 года.

## Список композиций
| №                   | Название              | Автор(ы)                   | Длительность |
| ------------------- | --------------------- | -------------------------- | ------------ |
| 1.                  | «You and I»           | Сальваторе Эрна            | 5:16         |
| 2.                  | «Red White & Blue»    | Эрна Тони Ромбола          | 4:04         |
| 3.                  | «Surrender»           | Эрна, Эрик Рон             | 3:40         |
| 4.                  | «What About Me»       | Эрна Ромбола               | 3:55         |
| 5.                  | «Truth»               | Эрна                       | 4:33         |
| 6.                  | «Hell's Not Dead»     | Эрна                       | 4:50         |
| 7.                  | «Soul on Fire»        | Эрна                       | 4:05         |
| 8.                  | «Let's Go»            | Эрна                       | 5:40         |
| 9.                  | «Best of Times»       | Эрна Ромбола               | 3:36         |
| 10.                 | «Growing Old»         | Эрна Ромбола Шеннон Ларкин | 5:01         |
| 11.                 | «Lighting Up the Sky» | Эрна Ромбола               | 4:46         |
| Общая длительность: | Общая длительность:   | Общая длительность:        | 49:26        |

## Участники записи
Godsmack
- Салли Эрна — вокал, ритм-гитара, продюсирование (все треки), Moog (трек 1); акустическая гитара, ударные, клавишные (5); бэк-вокал, орган, фортепиано (10)
- Тони Ромбола — соло-гитара (все треки)
- Робби Меррилл — бас, бэк-вокал
- Шеннон Ларкин — ударные (1-4, 6-10)

Производство
- Mudrock[англ.] — продюсирование (1, 2, 4-10), совместное продюсирование (3), звукорежиссура (все треки)
- Тед Дженсен[англ.] — мастеринг
- Дэйв Фортман — сведение
- Ай Фудзисаки — помощь в звукорежиссуре
- Чад Зученьо — помощь в звукорежиссуре
- Пэт Роу — помощь в звукорежиссуре

## Чарты
| Чарт (2023)                                   | Высшая позиция |
| --------------------------------------------- | -------------- |
| Австралия (ARIA)                              | 21             |
| Австрия (Ö3 Austria)                          | 5              |
| Бельгия/Валлония (Ultratop)                   | 144            |
| Канада (Canadian Albums Chart)                | 22             |
| Германия (Offizielle Top 100)                 | 10             |
| Шотландия (Scottish Albums Chart)             | 48             |
| Швейцария (Schweizer Hitparade)               | 17             |
| Великобритания (OCC)                          | 35             |
| Великобритания (UK Independent Albums Chart)  | 16             |
| Великобритания (UK Rock & Metal Albums Chart) | 7              |
| США (Billboard 200)                           | 19             |
| США (Billboard Independent Albums)            | 3              |
| США (Billboard Top Hard Rock Albums)          | 1              |
| США (Billboard Top Rock Albums)               | 3              |